# قائمة دبابات الاتحاد السوفيتي

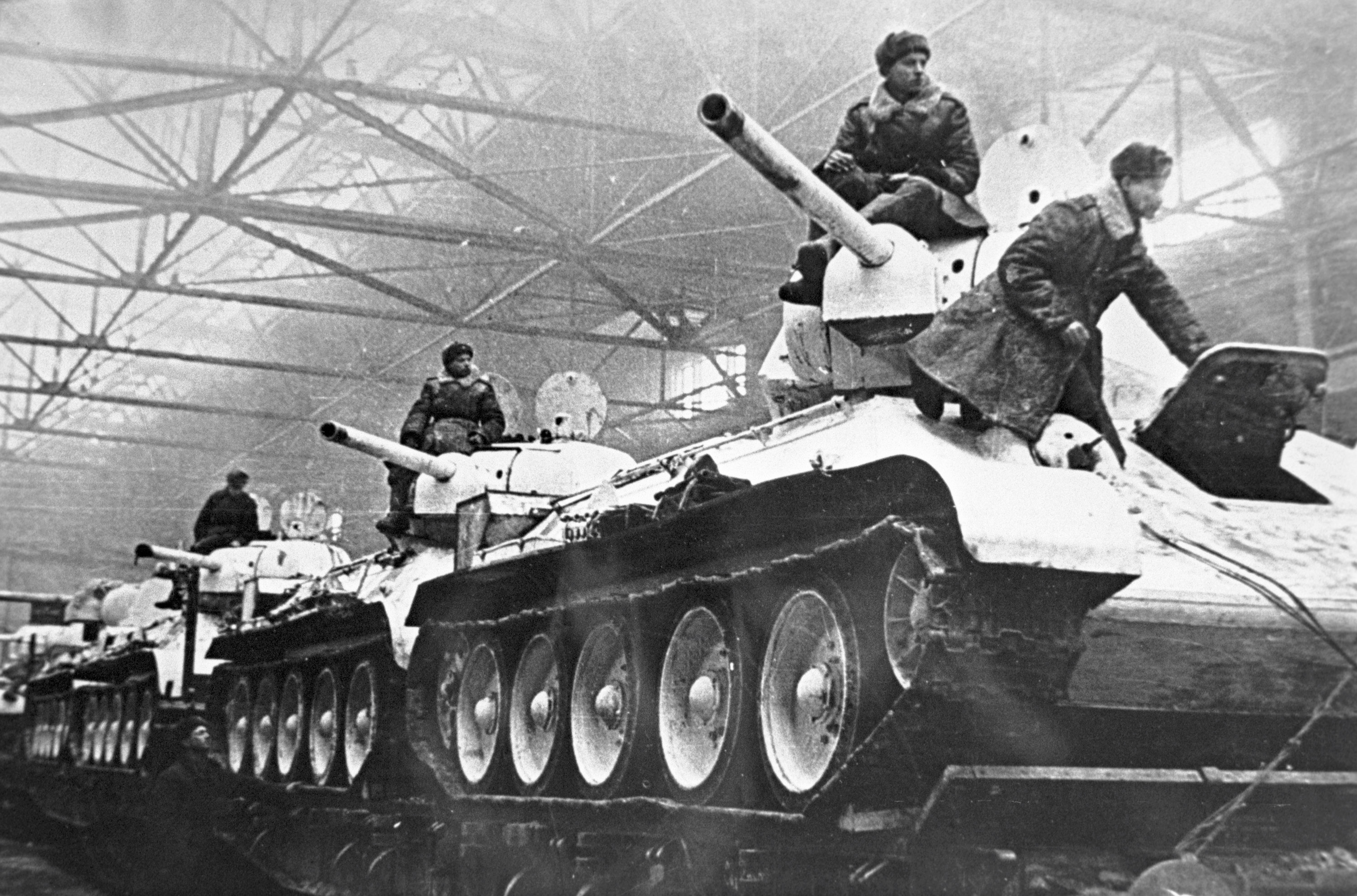
توجهت دبابات T-34 إلى الأمام.

هذه قائمة بالدبابات وعربات القتال المدرعة الأخرى للإمبراطورية الروسية، والاتحاد السوفيتي، والاتحاد الروسي، وأوكرانيا .
من أول دبابة سوفياتية منشئة حتى تي 14 أرماتا

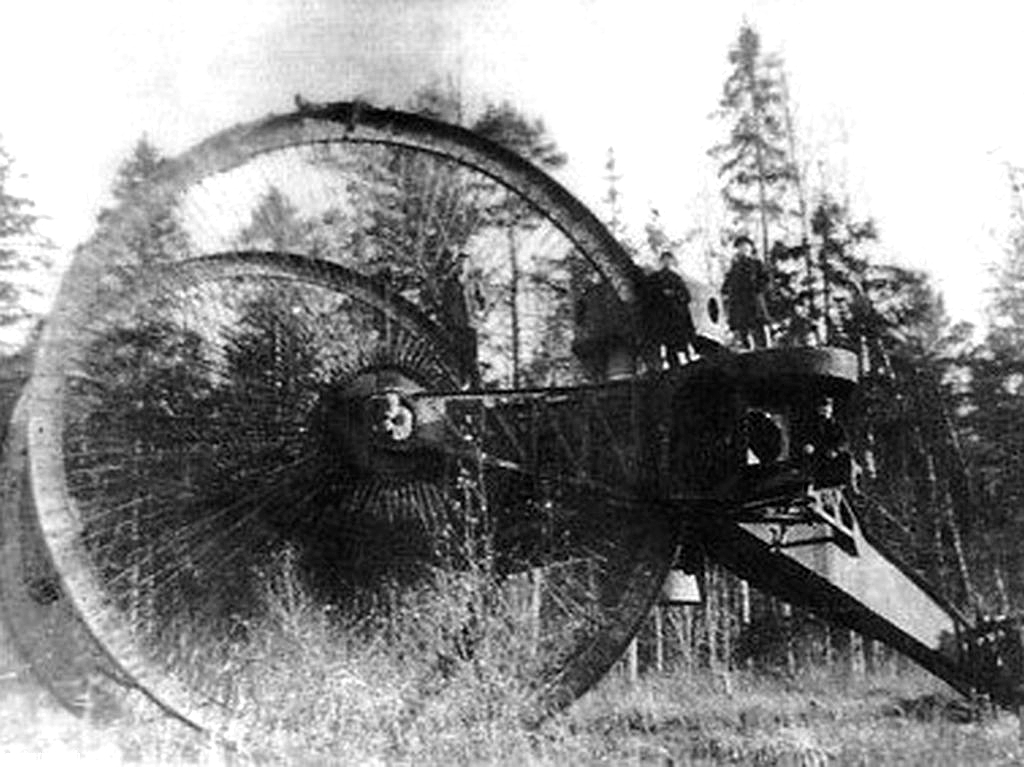
دبابة القيصر

- جرار من F. Blinov
- Vezdekhod
- خزان القيصر
- خزان VD Mendeleev (مشروع)
- خزان Rybinsk Works (مشروع)

## الدبابات

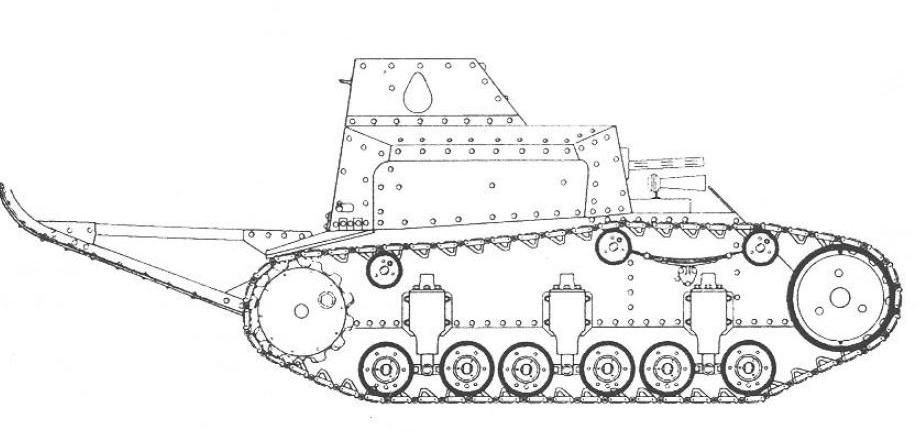
دبابة T-17.

- تي - 17
- تي - 23
- T-27 على أساس خزان Carden Loyd

## الدبابات الخفيفة البرمائية
- تي - 37
- تي - 38

## دبابات خفيفة
- نسخة محلية الصنع من رينو إف تي-17
- م - 48
- T-18 (MS-1)
- تي 19
- T-26 نموذج 1931
- T-26 على أساس Vickers 6-Ton
- تي - 46
- تي 111
- تي -116
- تي 50
- BT-2
- BT-5
- BT-7
- BT-7M أو BT-8
- BT-SV أو BT-SW-2
- Teletank (TT)
- أ -20
- A-32 (النموذج الأولي T-34)

## دبابات رمي اللهب
- خزانات اللهب T-26
- OT-34

## دبابات متوسطة
- تي - 12
- تي 24
- Tank Grotte (TG-1) (تجريبي)
- تي 28
- T-29 (تجريبي)
- تي 34

## الدبابات الثقيلة
- تي 35
- تي -39
- SMK (تجريبي)
- خزان T-100 (تجريبي)
- T-100Z (؟ )
- كائن 103 (؟ )

## دبابات سوبر ثقيلة
- دبابة جروت 1000 طن
- T-42 (TG-5)

## الحرب العالمية الثانية (1941-1945)
لا تشمل القائمة جميع المركبات، حيث كان هناك العديد من المركبات التجريبية أو النادرة.

### الدبابات
- خزان PPG
- خزان NI (خزان أوديسا)

### دبابات خفيفة
- دبابة خفيفة برمائية T-40
- تي 50
- تي 60
- تي 70
- Mototank MT-25
- نسخة مطورة من T-50 غير مسمى تسمى Light Tank Heavy Armor
- LTP
- LTG

### دبابات متوسطة
- A-32 (تجريبي)
- تي 34
  - تي -34-57
  - تي -34-76
  - تي -34-85
  - تي -34-100
- T-34M (المعروف أيضًا باسم A-43) (لم يتم إنتاجه بشكل متسلسل)
- دبابة T-43 (غير منتجة بشكل تسلسلي)
- تي - 44
- KV-13
- تي 28

### الدبابات الثقيلة
- IS-1
- IS-2
- IS-3
- KV-1
- KV-2
- KV-1S
- KV-85 (مؤقت)
- KV-220 (تجريبي)
- KV-8 (قاذف اللهب)
- KV-8S (قاذف اللهب)
- KV-122 (نموذج أولي)

### مدمرات الدبابات والبنادق الهجومية
- AT-1 (تجريبي)
- SU-57B
- SU-76
- SU-85
- SU-85A
- SU-100
- SU-100Y
- SU-100S
- SU-100M1
- Uralmash-1 ( SU-101 }
- SU-122
- SU-122M
- SU-122-44
- SU-152
- ISU-122
- ISU-122S
- ISU-130
- ISU-152
- KV-7

### دبابات المضادة للطائرات
- SU-5
- SU-6
- SU-8
- SU-18
- SU-26
- ZiS-30
- SU-14-1
- SU-100Y

### دبابات دفع هوائي
- T-90 (تجريبي)
- ZUT-37 (تجريبي)
- ZSU-37

### دبابات مقترضة من الحلفاء
- رباعي
- فالنتين تانك
- تشرشل تانك
- ماتيلدا الثانية
- M3 ستيوارت
- M3 لي
- إم 4 شيرمان

## بعد الحرب العالمية الثانية

### الدبابات المحمولة جوا
- ASU-57
- ASU-76
- ASU-85
- BMD-1
- BMD-2
- BMD-3

### الدبابات الخفيفة البرمائية
- PT-76
- BMP-1
- BMP-2
- BMP-3
- الكائن 906

- T-54 / T-55
- تي -62
- تي 64
- تي - 72
- تي 80
- الكائن 478

### الدبابات الثقيلة
- IS-4
- IS-6 (تجريبي)
- IS-7 (تجريبي)
- T-10 (IS-8)
- الكائن 279 (تجريبي)
- الكائن 770

### مدمرات الدبابات والبنادق الهجومية
- الكائن 263 (تم الإلغاء في مرحلة التصميم)
- الكائن 268 (تجريبي)
- SU-100P
- SU-152P
- SU-152G
- الكائن 120 SU-152 «تاران» (تجريبي)
- SU-122-54

### بنادق الدفاع عن النفس
- 2S1 جفوزديكا
- 2S19 Msta

### مضادة للهواء ذاتية الدفع
- ZSU-57-2
- ZSU-23-4 (شيلكا)
- 2K22 (تونجوسكا)

## دبابات ما بعد الاتحاد السوفيتي

### الدبابات المحمولة جوا
- BMD-4

### خزانات خفيفة
- 2S25 ( روسيا )

### دبابات القتال الرئيسية
- T-84 ( أوكرانيا )
- T-90 ( روسيا )
- الكائن 640 ، المعروف أيضًا باسم النسر الأسود (روسيا، تم إلغاؤه لصالح T-90 و T-95)
- الكائن 195 ، المعروف أيضًا باسم T-95 (تم إلغاء روسيا)
- تي 14 أرماتا
- بي إم أوبلوت ( أوكرانيا )

### بنادق الدفاع عن النفس
- 2S35 Koalitsiya-SV